# Eyserbosweg
De Eyserbosweg is een straat bij het Nederlandse dorp Eys (provincie Limburg). De hellende straat loopt ten noordwesten van het dorp in noordoostelijke richting, richting het plateau waar de minder zware Eyserweg ook op uitkomt. Aan deze straat ligt het Eyserbos (vandaar de naam) en de televisietoren (radio- en televisiemast) van Eys, de Zendmast Eys.

## Wielrennen
Het is in de wielersport een van de lastigste klimmen in Zuid-Limburg. De weg is 1020 meter lang en is 90 meter hoog. De helling heeft een gemiddeld klimpercentage van 8,8%, met een maximaal klimpercentage van 16,2%.
Deze heuvel is meermaals in de Amstel Gold Race en de Ronde van Nederland opgenomen. In de Amstel Gold Race van 2002 begon Michael Boogerd op deze helling aan zijn opmars. Dit zou ter hoogte zijn geweest van een bankje naast de weg. 
In 2014 was de weg onderdeel van de 7e etappe van de Eneco Tour.

## Externe link

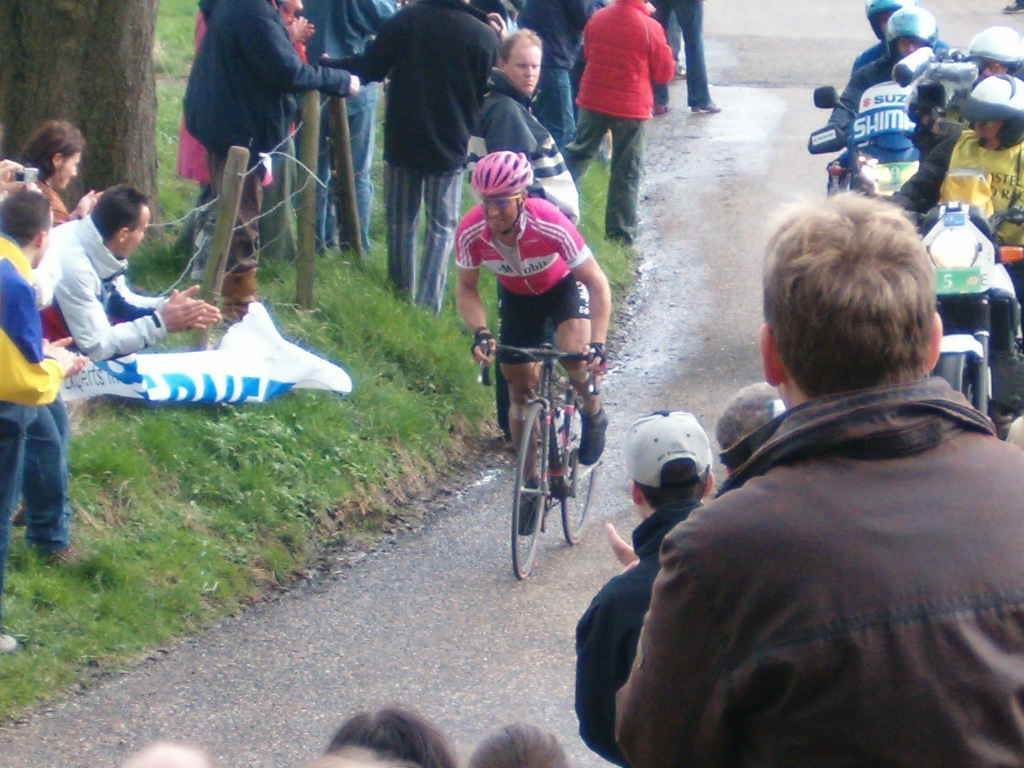
Steffen Wesemann op de Eyserbosweg